# Orthochirus arenicola
Espèce
Orthochirus arenicola est une espèce de scorpions de la famille des Buthidae.

## Distribution
Cette espèce est endémique de la région de Mudug en Somalie. Elle se rencontre vers Lidaan, aussi nommé Hilalaye.

## Habitat
Cette espèce se rencontre sur la côte vers la plage.

## Description
Le mâle subadulte holotype mesure 14,55 mm.

## Étymologie
Le nom d'espèce fait référence à son habitat, le sable d'une plage.

## Publication originale
- Lourenço & Ythier, 2021 : « A particular new species of Orthochirus Karsch, 1891 from Somalia (Scorpiones: Buthidae) » Serket, vol. 17, no 4, p. 335-349.